# 櫻桃無鬚魮
櫻桃無鬚魮（学名：Puntius titteya），又名櫻桃燈、火焰櫻桃燈、赭紅色魮，是一種常見的觀賞魚。现接受名为Rohanella titteya。

## 分布
原生於斯里蘭卡的凱拉尼河和尼瓦拉河（Nilwala river）流域。被引入到墨西哥、哥倫比亞和菲律賓。

## 特徵
本魚體修長，體呈褐色，稍帶紅色，繁殖期的雄魚魚體上的紅色較明顯。有一條深色長條紋，從吻部延伸至尾柄，在其下方的一排排鱗片上可能還會有短條紋，在這些條紋的上方另有一條金色的條紋。上唇上長著一對觸鬚。素色的魚鰭與身體顏色很協調。體長可達5公分。

## 生活環境
生活在陰暗，且流速緩慢的溪流與小河的淺灘。
居住在熱帶氣候，喜歡生活在酸鹼度為微酸至中性(pH5.6 - 7.0)，硬度為軟水(5.0－19.0度(dGH)) 的的水體中。
生活環境的溫度約為23-27℃(74-81℉)。

## 食物
雜食性，食物為各種藻類，如綠藻和矽藻，也捕食一些昆蟲。

## 生存現況
常見的觀賞魚，有可能遭過度採捕。

## 繁殖
在開放水體每次產200至300顆卵。成魚會吃卵。卵會在1 至 2天孵化，並在48小時後可自由游泳。5星期後幼魚會長至1厘米。

## 命名起源
櫻桃無鬚魮原在1929年被P.E.P. Deraniyagala命名為 Puntius titteya，後曾改為Barbus titteya 和 Capoeta titteya。